# Temporada da CART World Series de 1987
A Temporada de 1987 da CART foi a quarta da história da categoria.
O Americano Bobby Rahal foi o campeão
A temporada de 1987 da CART PPG Indy Car World Series foi a 9ª temporada do campeonato nacional de corridas de roda aberta americana sancionada pela CART. A temporada consistiu em 16 corridas e um evento de exibição de não-pontos. Bobby Rahal foi o campeão nacional, conquistando seu segundo título consecutivo. O novato do ano foi Fabrizio Barbazza. As 500 Milhas de Indianápolis de 1987 foi sancionado pela USAC, mas contou com o campeonato de pontos da CART. Al Unser venceu a Indy 500, sua quarta vitória na Indy. O campeão da série e defensor do Indy 500, Bobby Rahal, e sua equipe Truesports fizeram uma troca altamente divulgada do chassi de março para o promissor chassis Lola Cars. Os transportes esportivos, no entanto, ficaram com o comprovado motor Cosworth. Para 1987, o Ilmor Chevrolet Indy V8 expandiu sua participação, colocando carros na Penske, Newman/Haas e Patrick. Mario Andretti marcou a primeira vitória do Indy no primeiro turno da temporada no Grande Prêmio de Long Beach. Também se juntou a série em tempo integral foi o Judd AV V-8 (inicialmente marcado como o Brabham-Honda), e mais tarde na temporada Porsche fez sua estréia no carro Indy. A Penske retomou seu programa interno de chassis, mas depois de resultados desanimadores com o PC-16, os carros ficaram estacionados durante os treinos em Indy em favor da Marcha. Roberto Guerrero venceu a segunda corrida da temporada (Phoenix), a partir da última posição no grid. Mario Andretti dominou o Indianápolis 500, liderando 171 das primeiras 177 voltas, mas largou com falha de motor a apenas 23 voltas do final. Guerrero assumiu a liderança, mas parou durante o último pit stop. Al Unser, Sr. liderou as últimas 18 voltas para vencer, uma das maiores surpresas da história da Indy 500. Embora Guerrero vacilasse em Indy, ele seria um fator durante a maior parte da temporada. Depois de vencer em Mid-Ohio em setembro, no entanto, ele foi marginalizado com ferimentos na cabeça devido a um acidente de teste. Ele foi o terceiro em pontos na época. Pelo segundo ano consecutivo, a batalha do campeonato chegou a Bobby Rahal e Michael Andretti. Rahal levou os pontos de vantagem depois de vitórias consecutivas em Portland e Meadowlands. Andretti ganhou o Michigan 500 e empatou a 9 pontos de Rahal. Em Mid-Ohio, Rahal dominava até se enredar com um backmarker. Andretti teve a chance de recuperar terreno nos pontos, mas explodiu seu motor duas voltas mais tarde. Michael Andretti se recuperou, ganhando em dominar a moda em Nazaré. Mas Rahal cobrou para terminar em segundo, e com duas corridas restantes, realizou uma vantagem de 25 pontos. Na penúltima corrida da temporada em Laguna Seca, Andretti desistiu com problemas no alternador, e Rahal conquistou matematicamente o campeonato. Foi o segundo título consecutivo da CART de Rahal, e Michael Andretti terminou em segundo lugar em pontos pelo segundo ano consecutivo.

## Calendário
| #  | Data           | Grande Prêmio                     | Circuito                            | Local                       |
| -- | -------------- | --------------------------------- | ----------------------------------- | --------------------------- |
| 1  | 5 de Abril     | Grand Prix of Long Beach          | Long Beach Street Circuit (S)       | Long Beach, California      |
| 2  | 12 de Abril    | Checker 200                       | Phoenix International Raceway (O)   | Phoenix, Arizona            |
| 3  | 24 de Maio     | Indianapolis 500                  | Indianapolis Motor Speedway (O)     | Speedway, Indiana           |
| 4  | 31 de Maio     | Miller American 200               | Milwaukee Mile (O)                  | West Allis, Wisconsin       |
| 5  | 14 de Junho    | Budweiser/G.I.Joe's 200           | Portland International Raceway (R)  | Portland, Oregon            |
| 6  | 28 de Junho    | Meadowlands Grand Prix            | Meadowlands Street Circuit (S)      | East Rutherford, New Jersey |
| 7  | 5 de Julho     | Budweiser Grand Prix of Cleveland | Burke Lakefront Airport (S)         | Cleveland, Ohio             |
| 8  | 19 de Julho    | Molson Indy Toronto               | Exhibition Place (S)                | Toronto, Ontario, Canada    |
| 9  | 2 de Agosto    | Marlboro 500                      | Michigan International Speedway (O) | Brooklyn, Michigan          |
| 10 | 16 de Agosto   | Quaker State 500                  | Pocono International Raceway (O)    | Long Pond, Pennsylvania     |
| 11 | 30 de Agosto   | Living Well-Provimi 200           | Road America (R)                    | Elkhart Lake, Wisconsin     |
| 12 | 6 de Setembro  | Escort Radar Warning 200          | Mid-Ohio Sports Car Course (R)      | Lexington, Ohio             |
| 13 | 20 de Setembro | Bosch Spark Plug Grand Prix       | Nazareth Speedway (O)               | Lehigh Valley, Pennsylvania |
| 14 | 11 de Outubro  | Champion Spark Plug 300k          | Mazda Raceway Laguna Seca (R)       | Monterey, California        |
| NC | 31 de Outubro  | Marlboro Challenge                | Tamiami Park (S)                    | Miami, Florida              |
| 15 | 1° de Novembro | Nissan Indy Challenge             | Tamiami Park (S)                    | Miami, Florida              |

- Miami was supposed to run for 200 miles (322 kilometers) but was shortened due to rain.
(R) Dedicated road course, (O) Oval/Speedway, (S) Temporary street circuit
NC Non-championship event

### Resultado das corridas
| #  | Grande Prêmio                     | Pole position      | Piloto vencedor    | Equipe vencedora   | Duração |
| -- | --------------------------------- | ------------------ | ------------------ | ------------------ | ------- |
| 1  | Checker 200                       | Rick Mears         | Mario Andretti     | Newman/Haas Racing | 1:38:22 |
| 2  | Long Beach Grand Prix             | Danny Sullivan     | Al Unser, Jr.      | Galles Racing      | 1:53:47 |
| 3  | Indianapolis 500                  | Rick Mears         | Rick Mears         | Team Penske        | 3:27:10 |
| 4  | Miller High Life 200              | Michael Andretti   | Rick Mears         | Team Penske        | 1:37:42 |
| 5  | Budweiser/G. I. Joe's 200         | Danny Sullivan     | Danny Sullivan     | Team Penske        | 1:57:17 |
| 6  | Budweiser Grand Prix of Cleveland | Danny Sullivan     | Mario Andretti     | Newman/Haas Racing | 1:35:46 |
| 7  | Molson Indy Toronto               | Danny Sullivan     | Al Unser, Jr.      | Galles Racing      | 1:59:34 |
| 8  | Meadowlands Grand Prix            | Emerson Fittipaldi | Al Unser, Jr.      | Galles Racing      | 1:50:14 |
| 9  | Marlboro 500                      | Rick Mears         | Danny Sullivan     | Team Penske        | 2:46:03 |
| 10 | Quaker State 500                  | Rick Mears         | Bobby Rahal        | Truesports         | 3:44:21 |
| 11 | Escort Radar Warning 200          | Danny Sullivan     | Emerson Fittipaldi | Patrick Racing     | 2:14:18 |
| 12 | Briggs And Stratton 200           | Danny Sullivan     | Emerson Fittipaldi | Patrick Racing     | 1:38:11 |
| 13 | Bosch Spark Plug Grand Prix       | Danny Sullivan     | Danny Sullivan     | Team Penske        | 1:20:47 |
| 14 | Champion Spark Plug 300           | Danny Sullivan     | Danny Sullivan     | Team Penske        | 1:58:35 |
| NC | Marlboro Challenge                | Danny Sullivan     | Michael Andretti   | Kraco Racing       | 0:48:52 |
| 15 | Nissan Indy Challenge             | Danny Sullivan     | Al Unser, Jr.      | Galles Racing      | 1:58:08 |

## Classificação
| #   | Piloto                  | LBH | PHX | INDY | MIL | POR | MEA | CLE | TOR | MIC | POC | ROA | MDO | NAZ | LAG | MIA | Pts |
| --- | ----------------------- | --- | --- | ---- | --- | --- | --- | --- | --- | --- | --- | --- | --- | --- | --- | --- | --- |
| 1   | Bobby Rahal             | 23  | 2   | 26   | 2   | 1*  | 1*  | 2   | 3   | 3   | 5   | 23  | 2*  | 2   | 1   | 7   | 188 |
| 2   | Michael Andretti        | 4   | 4   | 29   | 1   | 2   | 5   | 6   | 5   | 1*  | 8   | 16  | 13  | 1*  | 22  | 1*  | 158 |
| 3   | Al Unser, Jr.           | 2   | 14  | 4    | 5   | 20  | 8   | 3   | 20  | 18  | 23  | 3   | 23  | 6   | 4   | 2   | 107 |
| 4   | Roberto Guerrero        | 12  | 1*  | 2    | 16* | 19  | 19  | 5*  | 4   | 14  | 3   | 7   | 1   |     |     |     | 106 |
| 5   | Rick Mears              | 9   | 20  | 23   | 21  | 3   | 18  | 7   | 10  | 21  | 1*  | 9   | 4   | 3   | 3   | 5   | 102 |
| 6   | Mario Andretti          | 1*  | 5   | 9*   | 17  | 10  | 2   | 10  | 15  | 19  | 19  | 1*  | 17  | 19  | 17* | 4   | 100 |
| 7   | Arie Luyendyk           | 14  | 3   | 18   | 4   | 16  | 6   | 19  | 7   | 5   | 4   | 4   | 11  | 4   | 6   | 11  | 98  |
| 8   | Geoff Brabham           | 16  | 8   | 24   | 12  | 9   | 4   | 22  | DNS | 8   | 2   | 2   | 7   | 12  | 5   | 3   | 90  |
| 9   | Danny Sullivan          | 22  | 11  | 13   | 11  | 11  | 20  | 4   | 2   | 4   | 17  | 5   | 3   | 22  | 2   | 12  | 87  |
| 10  | Emerson Fittipaldi      | 19  | 18  | 16   | 7   | 14  | 3   | 1   | 1*  | 7   | 18  | 18  | 6   | 21  | 20  | 10  | 78  |
| 11  | Josele Garza            | 5   | 6   | 17   | 22  | 6   | 24  | 16  | 17  | 12  | 11  | 11  | 8   | 8   | 8   | 18  | 46  |
| 12  | Fabrizio Barbazza RY    | 17  | 12  | 3    | 14  | 4   | 16  | 24  | 11  | 6   | 14  | 8   | 24  | 13  |     |     | 42  |
| 13  | Al Unser                |     |     | 1    |     |     |     |     |     | 2   | 15  |     |     | 10  | 24  | DNQ | 39  |
| 14  | Tom Sneva               | 3   | 17  | 14   | 13  | 21  | 7   | 8   | 6   | 30  |     |     |     |     |     | 9   | 37  |
| 15  | Derek Daly              |     |     | 15   | 3   | 15  | 9   | 11  | 16  | 24  | 10  | 26  | 9   | 16  | 14  | 22  | 27  |
| 16  | Kevin Cogan             | 18  | 21  | 31   | 18  |     | 12  | 21  | 13  | 27  | 9   | 19  | 5   | 5   | 18  | 21  | 25  |
| 17  | John Andretti R         |     |     |      |     |     |     |     |     |     |     | 6   | 10  | 11  | 7   | 8   | 24  |
| 18  | Johnny Rutherford       | 23  | 9   | 11   | 9   | 7   | 11  | 9   | 21  | 28  | 26  | 24  | 12  | 20  | 15  | 16  | 23  |
| 19  | Jeff MacPherson         | 10  | 13  | 8    | 8   | 13  | 21  | 17  | 22  | 23  | 20  | 25  | 21  | 9   | 9   | 24  | 21  |
| 20  | Dick Simon              | 20  | 10  | 6    | 20  | 18  | 14  | 23  | 23  | 9   | 21  |     |     | 18  |     |     | 15  |
| 21  | Randy Lewis             | 8   | 19  | 32   | 19  | 8   | 23  | 12  | 9   | 15  | 16  | 13  | 22  | DNQ | 19  | 19  | 15  |
| 22  | Scott Brayton           |     |     | 12   |     | 5   | 10  |     |     | 22  | 25  |     |     |     |     |     | 14  |
| 23  | A. J. Foyt              |     |     | 19   | 6   |     |     |     |     | 26  | 7   |     |     | 7   |     | 25  | 14  |
| 24  | Gary Bettenhausen       |     | 16  | 5    | 15  |     |     |     |     | 13  | 13  |     |     |     |     |     | 10  |
| 25  | Pancho Carter           |     |     | 27   |     |     |     |     |     | 20  | 6   | 14  | 14  | 17  | 12  | 14  | 9   |
| 26  | Chip Robinson           | 6   |     |      |     |     | 25  |     |     |     |     |     |     | 15  |     |     | 8   |
| 27  | Raul Boesel             |     |     |      |     |     |     |     |     |     |     |     |     |     | 16  | 6   | 8   |
| 28  | Scott Goodyear R        |     |     |      |     |     | 22  | 15  | 8   |     |     | 20  | 18  |     | 11  | 15  | 7   |
| 29  | Tony Bettenhausen, Jr.  | 11  | 15  | 10   | DNQ | 13  |     | 20  | DNQ | 11  | 22  | 15  | 25  |     |     |     | 7   |
| 30  | Didier Theys R          | 7   |     |      |     |     |     |     |     |     |     | 22  |     |     |     | 17  | 6   |
| 31  | Dennis Firestone        | 21  | 7   | DNQ  |     |     |     |     |     |     |     |     |     |     |     |     | 6   |
| 32  | Stan Fox                |     |     | 7    |     |     |     |     |     |     |     |     |     |     |     |     | 6   |
| 33  | Jeff Wood R             |     |     |      |     |     |     |     |     |     |     | 10  | 15  | DNQ | 10  | 23  | 6   |
| 34  | Ludwig Heimrath         | 15  | 22  | 30   | 10  | 12  | 17  | 18  | 19  | 25  | 12  |     | 15  |     | 23  | DNQ | 5   |
| 35  | Davy Jones R            |     |     | 28   |     |     |     |     |     | 10  |     |     | 19  | 14  |     | 13  | 3   |
| 36  | Rick Miaskiewicz        |     |     | DNQ  |     | 22  |     | 14  | 12  |     |     |     | 16  |     |     |     | 1   |
| 37  | Wally Dallenbach, Jr. R |     |     |      |     |     |     |     |     |     |     | 12  |     |     |     |     | 1   |
| 38  | John Richards R         |     |     |      |     |     | 26  | 13  | 14  |     |     |     |     |     | 13  |     | 0   |
| 39  | Rocky Moran             | 13  |     | DNQ  |     |     |     |     |     |     |     |     |     |     |     |     | 0   |
| 40  | Dale Coyne              | DNS | DNQ |      | DNQ | 17  | 15  | 25  | 18  | DNS | 24  | 17  | 20  | DNQ | 21  | DNQ | 0   |
| 41  | Ed Pimm                 |     |     | 21   |     |     |     |     |     | 16  |     |     |     |     |     |     | 0   |
| 42  | Danny Ongais            |     |     | Inj  |     |     |     |     |     | 17  |     |     |     | DNQ |     | 27  | 0   |
| 43  | Ian Ashley              |     |     |      |     |     |     |     |     |     |     |     |     |     |     | 20  | 0   |
| 43  | Rich Vogler             |     |     | 20   |     |     |     |     |     |     |     |     |     |     |     |     | 0   |
| 45  | Graham McRae            |     |     |      |     |     |     |     |     |     |     | 21  | DNQ |     |     | DNQ | 0   |
| 46  | Gordon Johncock         |     |     | 22   |     |     |     |     |     |     |     |     |     |     |     |     | 0   |
| 47  | Steve Chassey           |     |     | 25   |     |     |     |     |     |     |     |     |     |     |     |     | 0   |
| 48  | Fulvio Ballabio R       |     |     |      |     |     |     |     |     |     |     |     |     |     |     | 26  | 0   |
| 49  | Dick Ferguson           |     |     | DNQ  |     |     |     |     |     | 29  |     |     |     |     |     |     | 0   |
| 50  | George Snider           |     |     | 33   |     |     |     |     |     |     |     |     |     |     |     |     | 0   |
|     | Mike Nish               | DNQ | DNQ |      |     |     |     |     |     |     |     |     |     |     |     |     | -   |
|     | Tom Bigelow             |     |     | DNQ  |     |     |     |     |     |     |     |     |     |     |     |     | -   |
|     | Dominic Dobson          |     |     | DNQ  |     |     |     |     |     |     |     |     |     |     |     |     | -   |
|     | Spike Gehlhausen        |     |     | DNQ  |     |     |     |     |     |     |     |     |     |     |     |     | -   |
|     | Phil Krueger            |     |     | DNQ  |     |     |     |     |     |     |     |     |     |     |     | DNQ | -   |
|     | Johnny Parsons          |     |     | DNQ  |     |     |     |     |     |     |     |     |     |     |     |     | -   |
|     | Sammy Swindell          |     |     | DNQ  |     |     |     |     |     |     |     |     |     |     |     |     | -   |
|     | Al Holbert              |     |     |      |     |     |     |     |     |     |     |     |     |     |     | DNQ | -   |
|     | Jim Crawford            |     |     | Inj  |     |     |     |     |     |     |     |     |     |     |     |     | -   |
| Pos | Driver                  | LBH | PHX | INDY | MIL | POR | MEA | CLE | TOR | MIC | POC | ROA | MDO | NAZ | LAG | MIA | Pts |

| Cor        | Significado               |
| ---------- | ------------------------- |
| Ouro       | Vencedor                  |
| Prata      | 2° Lugar                  |
| Bronze     | 3° Lugar                  |
| Verde      | 4° e 5° Lugar             |
| Azul Claro | 6° ao 10° Luigar          |
| Roxo       | Terminou (Fora do Top 10) |
| Púrpura    | Retirou-se (Ret)          |
| Rosa       | Não Qualificado (DNQ)     |
| Marrom     | Retirado (Wth)            |
| Preto      | Disqualificado (DSQ)      |
| Branco     | Did not start (DNS)       |
| Blank      | Não Participou (DNP)      |
| Blank      | Driver replacement (Rpl)  |
| Blank      | Injured (Inj)             |
| Blank      | Race not held (NH)        |
| Blank      | Não Competiu              |

| Notas   | Notas                    |
| ------- | ------------------------ |
| Bold    | Pole Position            |
| Italics | Volta Mais Rápida        |
| *       | Mais Voltas Na Liderança |
| RY      | Rookie do Ano            |
| R       | Rookie                   |

| Cor        | Significado               |
| ---------- | ------------------------- |
| Ouro       | Vencedor                  |
| Prata      | 2° Lugar                  |
| Bronze     | 3° Lugar                  |
| Verde      | 4° e 5° Lugar             |
| Azul Claro | 6° ao 10° Luigar          |
| Roxo       | Terminou (Fora do Top 10) |
| Púrpura    | Retirou-se (Ret)          |
| Rosa       | Não Qualificado (DNQ)     |
| Marrom     | Retirado (Wth)            |
| Preto      | Disqualificado (DSQ)      |
| Branco     | Did not start (DNS)       |
| Blank      | Não Participou (DNP)      |
| Blank      | Driver replacement (Rpl)  |
| Blank      | Injured (Inj)             |
| Blank      | Race not held (NH)        |
| Blank      | Não Competiu              |

| Notas   | Notas                    |
| ------- | ------------------------ |
| Bold    | Pole Position            |
| Italics | Volta Mais Rápida        |
| *       | Mais Voltas Na Liderança |
| RY      | Rookie do Ano            |
| R       | Rookie                   |